# Liechtenstein aux Jeux olympiques d'été de 2024
Le Liechtenstein participe aux Jeux olympiques de 2024 à Paris. Il s'agit de sa 19e participation à des Jeux olympiques d'été.
Le comité national olympique avait sollicité deux wild card : Romano Püntener pour le VTT et Kathinka von Deichmann pour le tennis ; cette dernière a été réfusée au profit de la Monténégrine Danka Kovinić.
Étant le seul athlète sélectionné, Romano Püntener est le porte-drapeau du Liechtenstein pour la cérémonie d'ouverture.

## Nombre d’athlètes qualifiés par sport
Voici la liste des qualifiés et sélectionnés liechtensteinois par sport (remplaçants compris) :
| Sport    | Hommes | Femmes | Total |
| -------- | ------ | ------ | ----- |
| Cyclisme | 1      | 0      | 1     |
| Total    | 1      | 0      | 1     |

## Résultats

### Cyclisme
Romano Püntener, 20 ans, a reçu une invitation pour participer à l'épreuve de VTT cross-country.
| Athlète         | Compétition | Temps           | Rang |
| --------------- | ----------- | --------------- | ---- |
| Romano Püntener | Hommes      | 1 h 34 min 33 s | 28e  |